# Avitus anumbi
Avitus anumbi là một loài nhện trong họ Salticidae.
Loài này thuộc chi Avitus. Avitus anumbi được Cândido Firmino de Mello-Leitão miêu tả năm 1940.